# Myrddin (roman)
Myrddin från 2011 är en svensk ungdomsroman av Claes Reimerthi. Myrddin utspelar sig i England under andra världskriget och är en historisk, realistisk fantasyroman.